# Lý Giai Hàng
Lý Giai Hàng (Tiếng Hán:李佳航, Tiếng Anh: Li Jia Hang) là nam diễn viên người Trung Quốc.
Năm 2011, Quỳnh Dao dựng lại tác phẩm kinh điển "Hoàn Châu cách cách" và Lý Giai Hàng được chọn vào vai Phúc Nhĩ Khang. Sau khi bộ phim "Tân Hoàn Châu cách cách" phát sóng tại Trung Quốc đại lục và các nước khác như Đài Loan, Hongkong, khu vực Bắc Mỹ, Singapore, Malaysia, Myanma, Hàn Quốc, Việt Nam,… Lý Giai Hàng nhanh chóng được nhiều người biết đến.

## Đời tư
Lý Giai Hàng qua bộ phim "Tân Hoàn Châu cách cách" đã tìm được nửa kia của đời mình là Lý Thạnh (vai Tiểu Yến Tử). Ngày 06/5/2014, Lý Giai Hàng viết weibo công khai tình yêu với Lý Thạnh. Tháng 10/2014, 2 người đã công khai bộ ảnh cưới chụp ở Saipan. Lý Giai Hàng đã đề cập trong cuộc phỏng vấn giải trí trực tuyến vào ngày 7 tháng 12 năm 2015 rằng cả hai đã được chứng nhận là cặp vợ chồng hợp pháp vào nửa đầu năm 2014. Tháng 6/2015, Lý Thạnh và Lý Giai Hàng lần đầu tiên hóa thân thành cặp vợ chồng trong bộ phim hài "Căn hộ tân hôn". Đến ngày 7/5/2018, hai người chào đón con trai đầu lòng.

## Phim

### Phim truyền hình
| Thời gian công chiếu | Tên phim                                                   | Vai diễn                                               | Đạo diễn                    | Diễn viên hợp tác                                                |
| -------------------- | ---------------------------------------------------------- | ------------------------------------------------------ | --------------------------- | ---------------------------------------------------------------- |
| 2008                 | Chiến binh giáp vàng                                       | Thiếu Trung Thiên                                      | Trương Tiếu Phàm            | Địch Húc Phi, Địch Lực Thông,...                                 |
| 2009                 | Căn hộ tình yêu 1                                          | Khách mời (tập 11)                                     | Vi Chính                    |                                                                  |
| 2011                 | Tân Hoàn Châu cách cách                                    | Phúc Nhĩ Khang                                         | Lý Bình, Đinh Ngưỡng Quốc   | Lý Thạnh, Hải Lục, Trương Duệ, Benjamin                          |
| 2011                 | Căn hộ tình yêu 2                                          | Trương Vĩ                                              | Vi Chính                    |                                                                  |
| 2012                 | Ngải Mễ gia du                                             | Trương Hòa Bình                                        | Lưu Tuấn Kiệt               | Tôn Diệu Kỳ, Chu Vĩnh Đằng, Nghê Hồng Khiết                      |
| 2012                 | Nhà tôi có hỷ                                              | Lâm Anh Hùng                                           | Đinh Ngưỡng Quốc            | Hải Lục, Cao Tử Kỳ, Vạn Thiến, Phương Thanh Trác, Trương Duệ,... |
| 2012                 | Căn hộ tình yêu 3                                          | Trương Vĩ                                              | Vi Chính                    |                                                                  |
| 2013                 | Long môn tiêu cục                                          | Cổ Càn (cameo)                                         | Vương Dũng                  | Viên Vịnh Nghi, Mã Thiên Vũ, Lý Thanh, Trương Thùy Hàm,...       |
| 2014                 | Thiếu niên thần thám Địch Nhân Kiệt                        | Trữ Thượng Nguyên                                      | Lâm Phong                   | Huỳnh Tông Trạch, Mã Thiên Vũ, Thích Vy, Lâm Tâm Như,...         |
| 2014                 | Căn hộ tình yêu 4                                          | Trương Vĩ                                              | Vi Chính                    |                                                                  |
| 2015                 | Ban Thục truyền kỳ                                         | Đặng Chất/ Đặng Đại tướng quân/ Anh trai Đặng Thái Hậu | Từ Huệ Khang                | Cảnh Điềm, Trương Triết Hạn, Phó Tân Bác, Lý Thạnh, Đặng Sa,...  |
| 2015                 | Năng lượng tuổi trẻ, tôi là nữ vương (Tươi cười phấn khởi) | Lạc Hiểu Xuân                                          | Trình Lực Đống              | Trương Hinh Dư, Trịnh Khải, Miêu Kiều Vĩ                         |
| 2015                 | Nhật kí tình yêu tươi đẹp                                  | Thiệt Tiêm (cameo)                                     | Dư Lăng Tùng                | Đặng Luân, Khúc Túc, Tôn Di,...                                  |
| 2015                 | Sinh ra để hoàn mỹ                                         | Sái Mễ                                                 | Lưu Gia Thành               | Chu Á Văn, Vạn Thiến, Dương Tử                                   |
| 2016                 | Căn hộ tân hôn                                             | Tạ Hiểu Tuấn                                           | Trần Sướng                  | Lý Thạnh                                                         |
| 2016                 | Tú lệ giang sơn trường ca hành                             | Phùng Dị                                               | Lâm Phong, Trần Quyền       | Lâm Tâm Như, Viên Hoằng                                          |
| 2016                 | Y quán tiếu truyện 2                                       | Chu Nhất Phẩm (Chu Nhất Long)                          | Đinh Ngưỡng Quốc            | Khương Nghiên, Lý Kim Minh, Vương Ngạn Lâm, Trương Hâm           |
| 2017                 | Binh lâm kì hạ (Lời thề)                                   | Giang Hoa (cameo)                                      | Trương Đồng, Viên Tuấn Bình | Lý Thạnh, Giả Nãi Lượng                                          |
| 2017                 | Ngoại khoa phong vân (Phẫu thuật)                          | Trần Thiệu Thông                                       | Lý Tuyết                    | Cận Đông, Bạch Bách Hà, Lâm Doanh                                |
| 2018                 | Sinh vào những năm 70                                      | Dương Phàm                                             | Ngạn Tiểu Truy, Lật Tâm Bác | Diêu Địch, Triệu Viên Viện, Mặc Bái Hâm                          |
| 2018                 | Hợp hỏa nhân (Đối tác)                                     | Vương Tử                                               | Lâm Gia Xuyên, Mã Minh      | Chu Á Văn, Trịnh Nguyên Sướng, Tiêm Nhẫn Tư                      |
| 2019                 | Độc tâm                                                    | Trang Trùng                                            | Lô Luân Thường, Trình Lục   | Lý Tiểu Lộ, Lý Trạch Phong, Trần Tiểu Vân                        |
| 2020                 | Tiểu Đắc Xá                                                | Nhan Bằng                                              | Trương Hiểu Ba              | Tống Gia, Đồng Đại Vỹ, Tưởng Hân                                 |
| 2020                 | Kẻ săn đuổi trái tim                                       | Đới Mạnh                                               | Thiên Nghị                  | Vương Minh Hề, Trần Hi Quận                                      |
| 2020                 | Đại anh hùng                                               | Đoàn Anh Hùng                                          | Trương Đồng, Nghiêm Tuấn Lí | Giả Thanh, Vương Tử Quyền, Vương Tiểu Tranh                      |
| 2020                 | Sĩ quan cấp úy trẻ tuổi                                    | Từ Hiểu Bân                                            | Lý Tuyết                    | Vạn Thiến, Tần Hạo, Lưu Lộ                                       |
| 2021                 | Những đứa con nhà họ Kiều                                  | Tề Gia Dân                                             | Trương Khai Trụ             | Bạch Vũ, Mao Hiểu Đồng, Tống Tổ Nhi, Trương Giai Ninh,...        |
| 2022                 | Thanh xuân vội vã                                          |                                                        |                             | Đặng Gia Giai                                                    |

### Phim điện ảnh
| Thời gian công chiếu | Tên phim                                | Vai diễn           | Đạo diễn     | Diễn viên hợp tác                      |
| -------------------- | --------------------------------------- | ------------------ | ------------ | -------------------------------------- |
| 2003                 | Hoa ngân đích tuế nguyệt                | Tiểu lưu manh      |              |                                        |
| 2009                 | Đừng khóc, tình yêu của tôi             | Lâm Hiểu Dương     |              |                                        |
| 2013                 | Ngã vị tương thân cuồng                 | Triệu Soái         | Hàn Tinh     | Hàn Tuyết, Tạ Y Lâm, Đỗ Hải Đào        |
| 2013                 | Hữu chiêu vô chiêu chi ái tình thế nhân | Thời Sinh          |              | Khưu Tâm Chí, Viên Vịnh Nghi, Thi Thi  |
| 2015                 | Chi tử hoa khai                         | Y Sinh (khách mời) | Hà Quý       |                                        |
| 2015                 | Đỗ Lạp Lạp truy hôn ký                  | A Lạc              | An Trúc Nhàn | Lâm Y Thần, Trần Bách Lâm, Châu Du Dân |
| 2017                 | Thợ săn bầu trời                        | Lưu Hạo Thần       | Lý Thần      | Phạm Băng Băng, Lý Thần                |

## Phim chiếu mạng
| Thời gian công chiếu | Tên phim                      | Vai diễn         | Đạo diễn       | Diễn viên hợp tác                               | Ghi chú |
| -------------------- | ----------------------------- | ---------------- | -------------- | ----------------------------------------------- | ------- |
| 2014                 | Năm tháng tung bay            | Tưởng Bạch Xuyên | Tất Hâm Nghiệp | Hồ Băng Khanh, Trịnh Gia Bân                    |         |
| 2021                 | Nửa hiệp cơ trí (Be yourself) | Mạch Mông        | Lê Chí         | Thẩm Nguyệt, Chương Nhược Nam, Lương Tĩnh Khang | 24 tập  |

## Show thực tế
| Năm  | Tên                              | Khách mời                                                                                                |
| ---- | -------------------------------- | --- |
| 2020 | My dearest ladies (Mẹ và vợ)     | Lý Giai Hàng - Lý Thạnh Lâm Chí Dĩnh - Trần Nhược Nghi Tần Hạo - Y Năng Tịnh Khương Triều - Mạch Địch Na |
| 2016 | Run for time (Toàn viên gia tốc) | Giả Nãi Lượng, Đỗ Thuần, Điền Lượng,...                                                                  |

## Giải thưởng
- Lễ trao giải Tinh Quang Đại Thưởng 2017: Nam diễn viên phim truyền hình đột phá của năm
- Lễ trao giải Cầu vồng Châu Á lần thứ 4: Nam diễn viên phụ xuất sắc phim truyền hình